# Emily Apter
Emily Apter, född 1954, är en amerikansk litteraturvetare, och professor i franska samt komparativ litteraturvetenskap.